# Lista de monarcas da Tunísia
Esta é a lista de monarcas da Tunísia. Os soberanos da Tunísia utilizaram o título de Bei, entre 1705 e 1956, durante o período Otomano (1705-1881) e Francês (1881-1956). Utilizaram o título de "rei" entre 1956 e 1957, quando o país se tornou independente e regido brevemente por uma monarquia constitucional, sendo substituída por uma república após um golpe aplicado por Habib Bourguiba. 

## Dinastia Husseinita
| Nome                                                              | Nome Árabe                                                        | Retrato                                                           | Reinado                                                           | Reinado                                                           | Vida                                                              | Vida                                                              |
| Beilhique de Tunes (Estado vassalo do Império Otomano; 1705-1881) | Beilhique de Tunes (Estado vassalo do Império Otomano; 1705-1881) | Beilhique de Tunes (Estado vassalo do Império Otomano; 1705-1881) | Beilhique de Tunes (Estado vassalo do Império Otomano; 1705-1881) | Beilhique de Tunes (Estado vassalo do Império Otomano; 1705-1881) | Beilhique de Tunes (Estado vassalo do Império Otomano; 1705-1881) | Beilhique de Tunes (Estado vassalo do Império Otomano; 1705-1881) |
| ----------------------------------------------------------------- | ----------------------------------------------------------------- | ----------------------------------------------------------------- | ----------------------------------------------------------------- | ----------------------------------------------------------------- | ----------------------------------------------------------------- | ----------------------------------------------------------------- |
| Huceine I                                                         | حسين بن علي التركي                                                |                                                                   | 15 de julho de 1705                                               | 7 de setembro de 1735                                             | - c.1675 - El Kef, Tunísia                                        | - 13 de maio de 1740 - Tunísia - (65 anos)                        |
| Ali I                                                             | أبو الحسن علي باشا                                                |                                                                   | 7 de setembro de 1740                                             | 22 de setembro de 1756                                            | - 30 de junho de 1688 - El Kef, Tunísia                           | - 22 de setembro de 1756 - Le Bardo, Tunísia - (68 anos)          |
| Muhammad I                                                        | أبو عبد الله محمد الرشيد باي                                      |                                                                   | 22 de setembro de 1756                                            | 12 de fevereiro de 1759                                           | - 1710 - Tunísia                                                  | - 12 de fevereiro de 1759 - Tunísia - (49 anos)                   |
| Ali II                                                            | أبو الحسن علي باي                                                 |                                                                   | 12 de fevereiro de 1759                                           | 26 de maio de 1782                                                | - 24 de novembro de 1712 - Tunísia                                | - 26 de maio de 1782 - Tunísia - (69 anos)                        |
| Hammuda                                                           | أبو محمد حمودة باش                                                |                                                                   | 26 de maio de 1782                                                | 15 de setembro de 1814                                            | - 9 de dezembro de 1759 - Tunísia                                 | - 15 de setembro de 1814 - Tunísia - (54 anos)                    |
| Uthman                                                            | أبو النور عثمان باي                                               |                                                                   | 15 de setembro de 1814                                            | 28 de março de 1814                                               | - 27 de maio de 1763 - Tunísia                                    | - 20 de dezembro de 1814 - Tunísia - (51 anos)                    |
| Mahmud                                                            | أبو الثناء محمود باشا باي                                         |                                                                   | 28 de março de 1814                                               | 28 de março de 1824                                               | - 10 de julho de 1757 - Tunísia                                   | - 28 de março de 1824 - Tunísia - (66 anos)                       |
| Huceine II                                                        | أبو محمد حسين باشا باي                                            |                                                                   | 28 de março de 1824                                               | 20 de maio de 1835                                                | - 5 de março de 1784 - Tunísia                                    | - 20 de maio de 1835 - Tunísia - (51 anos)                        |
| Mustafa                                                           | مصطفى باي بن محمد                                                 |                                                                   | 20 de maio de 1835                                                | 10 de outubro de 1837                                             | - 1787 - Tunísia                                                  | - 10 de outubro de 1837 - Tunísia - (50 anos)                     |
| Amade I                                                           | أبو العباس أحمد باشا باي                                          |                                                                   | 10 de outubro de 1837                                             | 30 de maio de 1855                                                | - 2 de dezembro de 1806 - Tunísia                                 | - 30 de maio de 1855 - Tunísia - (49 anos)                        |
| Muhammad II                                                       | أبو عبد اله محمد باشا باي                                         |                                                                   | 30 de maio de 1855                                                | 22 de setembro de 1859                                            | - 18 de setembro de 1811 - Le Bardo, Tunísia                      | - 22 de setembro de 1859 - La Marsa,Tunísia - (48 anos)           |
| Muhammad III                                                      | أبو عبد الله محمد الصادق باشا باي                                 |                                                                   | 22 de setembro de 1859                                            | 27 de outubro de 1882                                             | - 7 de fevereiro de 1813 - Le Bardo, Tunísia                      | - 27 de outubro de 1882 - Le Bardo, Tunísia - (69 anos)           |
| Beilhique de Tunes (Protetorado da França; 1881-1956)             |                                                                   |                                                                   |                                                                   |                                                                   |                                                                   |                                                                   |
| Ali III                                                           | أبو الحسن علي باشا باي بن الحسين                                  |                                                                   | 27 de outubro de 1882                                             | 11 de junho de 1902                                               | - 14 de março de 1817 - La Marsa, Tunísia                         | - 11 de junho de 1902 - La Marsa, Tunísia - (84 anos)             |
| Muhammad IV                                                       | محمد الهادي باي بن علي                                            |                                                                   | 11 de junho de 1902                                               | 11 de maio de 1906                                                | - 24 de junho de 1855 - Le Bardo, Tunísia                         | - 11 de maio de 1906 - Cartago, Tunísia - (50 anos)               |
| Muhammad V                                                        | محمد الناصر بن محمد باي                                           |                                                                   | 11 de maio de 1906                                                | 10 de julho de 1922                                               | - 14 de julho de 1855 - La Marsa, Tunísia                         | - 8 de julho de 1922 - La Marsa, Tunísia - (66 anos)              |
| Muhammad VI                                                       | محمد الحبيب باي                                                   |                                                                   | 10 de julho de 1922                                               | 11 de fevereiro de 1929                                           | - 13 de agosto de 1858 - Le Bardo. Tunísia                        | - 13 de fevereiro de 1929 - Cartago, Tunísia - (70 anos)          |
| Amade II                                                          | أحمد باي بن علي باي                                               |                                                                   | 11 de fevereiro de 1929                                           | 19 de junho de 1942                                               | - 13 de abril de 1862 - La Marsa, Tunísia                         | - 19 de junho de 1942 - La Marsa, Tunísia - (80 anos)             |
| Muhammad VII                                                      | محمد المنصف با                                                    |                                                                   | 19 de junho de 1942                                               | 15 de maio de 1943                                                | - 4 de março de 1881 - Manouba, Tunísia                           | - 1 de setembro de 1948 - Pau, França - (67 anos)                 |
| Muhammad VIII                                                     | الأمين باي بن محمد الحبيب                                         |                                                                   | 15 de maio de 1943                                                | 20 de março de 1956                                               | - 4 de setembro de 1881 - Cartago, Tunísia                        | - 30 de setembro de 1962 - Túnis, Tunísia - (81 anos)             |
| Reino da Tunísia (Estado independente; 1956-1957)                 |                                                                   |                                                                   |                                                                   |                                                                   |                                                                   |                                                                   |
| Muhammad VIII                                                     | الأمين باي بن محمد الحبيب                                         |                                                                   | 20 de março de 1956                                               | 25 de julho de 1957                                               | - 4 de setembro de 1881 - Cartago, Tunísia                        | - 30 de setembro de 1962 - Túnis, Tunísia - (81 anos)             |